# Cleora diversa
Cleora diversa là một loài bướm đêm trong họ Geometridae.